# Synodontis xiphias
Synodontis xiphias är en fiskart som beskrevs av Günther, 1864. Synodontis xiphias ingår i släktet Synodontis och familjen Mochokidae. IUCN kategoriserar arten globalt som otillräckligt studerad. Inga underarter finns listade i Catalogue of Life.